# Kodikulam do Sul
Kodikulam do Sul é uma panchayat (vila) no distrito de Virudhunagar, no estado indiano de Tamil Nadu.

## Demografia
Segundo o censo de 2001, Kodikulam do Sul tinha uma população de 11 975 habitantes. Os indivíduos do sexo masculino constituem 50% da população e os do sexo feminino 50%. Kodikulam do Sul tem uma taxa de literacia de 46%, inferior à média nacional de 59,5%: a literacia no sexo masculino é de 55% e no sexo feminino é de 37%. 12% da população está abaixo dos 6 anos de idade.